# Satjasta novostrnjenka
Satjasta novostrnjenka (znanstveno ime Neofavolus alveolaris) je gliva iz rodu novostrnjenk (Neofavolus). 

## Značilnosti
Klobuk ima premer od 1 do 10 cm. Je zaobljene do ledvičaste ali pahljačaste oblike.  Površina klobuka je suha, prekrita s svilenimi vlakni in je oranžno-rumene ali rdečkasto-oranžne barve, ki s starostjo zbledi do smetanaste do bele.
Cevke so radialno podolgovate, stene por pa se s staranjem porušijo. Luknjice so razmeroma velike v primerjavi z drugimi vrstami v družini luknjark in so običajno široke od 0,5 do 3 mm. So oglate diamantne ali šesterokotne oblike in se značilno spuščajo po betu navzdol.
Beta včasih sploh ni in je klobuk priraščen neposredno na podlago, sicer pa je dolg od 0,5 do 2 cm in nameščen bočno ali na sredini klobuka. Je bele do rjave barve in je poraščen z luknjicami.
Meso je tanko (2 mm), žilavo in bele barve. Brez posebnega vonja in okusa.

## Razširjenost in življenjski prostor
Raste pomladi in poleti na odmrlem lesu listavcev, na katerih povzroča belo gnilobo lesa. Je široko razširjena po vsemu svetu.

## Mikroskopske značilnosti
Trosni odtis je bele barve. Trosi so cilindrični, gladki in merijo 8–12 x 3–4 μm.

## Podobne vrste
- gomoljavi luknjičar (Polyporus tuberaster) nima luskic na klobuku, ima manjše in okrogle luknjice in raste na večjih štorih in deblih, ne na vejah
- rombasta strnjenka (Lentinus arcularius) ima gladek klobuk brez luskic, okrogle in manjše luknjice, ter manjše trose

## Uporabnost
Neužitna. Po nekaterih virih velja za užitno dokler je mlada, stara pa je precej žilava.

## Galerija slik
- klobuk
- trosovnica
- šesterokotne luknjice
- trosi